# リエクサ
リエクサ（Lieksa [ˈlie̯ksɑ]）は、フィンランド、北カルヤラ県のクンタ（行政区画）。ピエリセン・カルヤラ郡に属する。人口10,545人（2021年）、面積4,067.60km2。水域面積649.14km2。人口密度3.08人/km2。公用語はフィンランド語のみ。

## 著名な出身者
- ツルネン・マルテイ（弦念 丸呈） - 日本に帰化し、史上初のヨーロッパ出身の地方議会議員・国会議員（参議院議員）となった。
- イルマリ・ユーティライネン - フィンランド空軍のトップエースパイロット。
- ヘイノ・カスキ - 作曲家・ピアニスト